# Agona Nkwanta

Agona Nkwanta (även känt som Agona Ahanta, eller bara Agona) är en ort i sydvästra Ghana. Den är huvudort för distriktet Ahanta West, och hade 14 104 invånare vid folkräkningen 2010. Agona Nkwanta ligger ett par mil väster om Sekondi-Takoradi.